# Elland Road
Elland Road es un estadio de fútbol de la ciudad de Leeds, en el condado de Yorkshire del Oeste en el Reino Unido. En este estadio juega sus partidos como local el Leeds United que participa en la Football League Championship.
El estadio tiene una capacidad de 40,000 personas y abrió sus puertas en 1897, siendo por lo tanto uno de los más antiguos del país aún en uso. En la actualidad ocupa el undécimo lugar en la lista de los estadios de fútbol más grandes de Reino Unido.
Elland Road es además uno de los principales estadios de rugby 13 del Reino Unido. Sirve como sede de los partidos de la selección de Inglaterra, y albergó la final del Tres Naciones / Cuatro Naciones de 2001, 2005, 2009 y 2011. En tanto, los Leeds Rhinos de la Super League utilizaron el estadio para el World Club Challenge de 2005, 2008, 2009 y 2010.

## Partidos internacionales

### Eurocopa de 1996
- El estadio albergó tres partidos del grupo B de la Eurocopa de 1996.
| Fecha               | Selección #1 | Resultado | Selección #2 | Ronda                 | Espectadores |
| ------------------- | ------------ | --------- | ------------ | --------------------- | ------------ |
| 9 de junio de 1996  | España       | 1 - 1     | Bulgaria     | Primera fase, Grupo B | 26 000       |
| 15 de junio de 1996 | Francia      | 1 - 1     | España       | Primera fase, Grupo B | 38 000       |
| 18 de junio de 1996 | Rumania      | 1 - 2     | España       | Primera fase, Grupo B | 23 000       |

## Otros usos
- En Elland Road se han celebrado conciertos en varias ocasiones, siendo el primero en 1982 con la banda Queen. Otros conciertos destacados fueron los de U2 en 1987 y Happy Mondays en 1991.

- El estadio Elland Road fue utilizado en el año 2010 por la producción de la película El discurso del rey para filmar la primera escena de la película, donde aparece el Príncipe Alberto, Duque de York (Colin Firth) intentando dar un discurso a una multitud que resulta frustrado debido a su tartamudez.

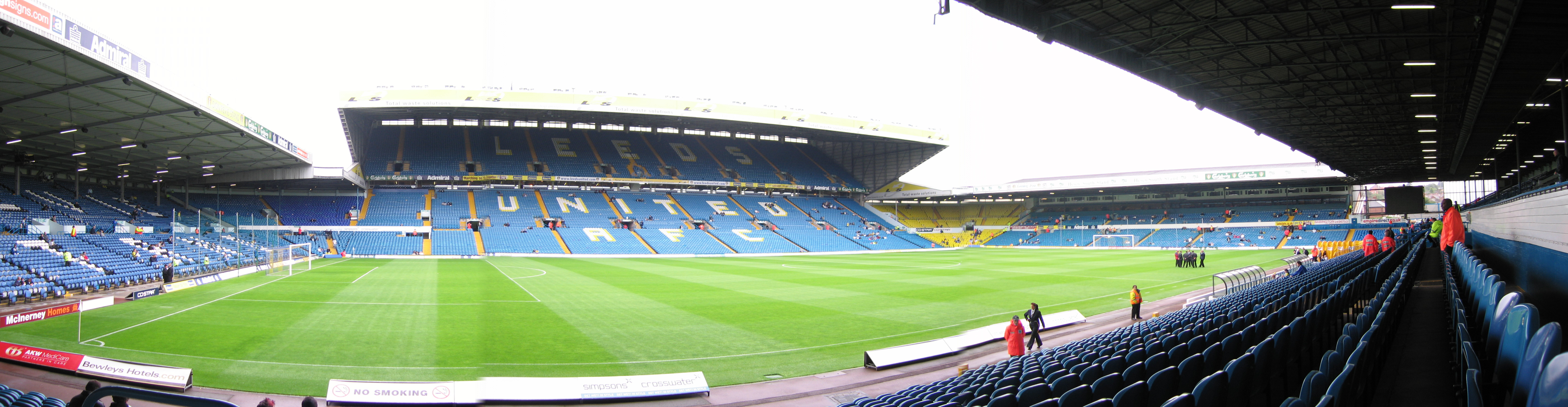
Imagen panorámica del estadio.